# Ilema baruna
Ilema baruna är en fjärilsart som beskrevs av Moore 1859. Ilema baruna ingår i släktet Ilema och familjen tofsspinnare. Inga underarter finns listade i Catalogue of Life.